# Pherosphaera fitzgeraldii
Pherosphaera fitzgeraldii é uma espécie de conífera da família Podocarpaceae.
Apenas pode ser encontrada na Austrália.
Está ameaçada por perda de habitat.